# 伊那眾
伊那眾（日语：／ Inashū）是在江戶時代以交代寄合身份，仕於幕府的旗本。是指知久氏（知久則直，信濃國阿島（阿島陣屋）2千7百石）、小笠原氏（小笠原長巨，信濃國伊豆木（伊豆木陣屋）1千石）、座光寺氏（座光寺為時，信濃國山吹（山吹陣屋）1千4百餘石）。與那須眾、美濃眾、三河眾合稱四眾。別稱信濃眾。
在大坂夏之陣中，附屬於德川軍的松平乘壽，在枚方布陣。雖然長年仕於江戶幕府，不過在慶應4年（1868年），投向明治政府軍，成為總督軍的先陣部隊。